# Zmarli w listopadzie 2021

## Listopad 2021
- 30 listopada
  - Marie Claire Blais – kanadyjska poetka, powieściopisarka[1]
  - Lev Bukovský – słowacki matematyk[2]
  - Stanisław Cabała – polski specjalista w zakresie ochrony środowiska, prof. dr hab.[3]
  - Dave Draper – amerykański kulturysta, aktor[4]
  - Jerzy Jurkiewicz – polski fizyk, prof. dr hab.[5]
  - Ray Kennedy – angielski piłkarz[6]
  - Wacław Królikowski – polski chemik, specjalista w zakresie technologii polimerów i tworzyw sztucznych, prof. dr inż.[7][8][9]
  - Marcus Lamb – amerykański ewangelista telewizyjny[10][11]
  - Stanisław Michno – polski aktor i reżyser[12]
  - Stanisław Nawrocki – polski agrotechnik i gleboznawca[13]
  - Roman Syrek – polski puzonista i akordeonista[14][15][16][17]
  - Mirko Vlahović – czarnogórski kickboxer, mistrz Europy[18]
  - Erwin Wilczek – polski piłkarz i trener[19]
- 29 listopada
  - Wiesław Boryś – polski slawista[20]
  - Kinza Clodumar – nauruański polityk, lider Partii Centrum, prezydent Nauru (1997–1998), kilkukrotny minister finansów[21]
  - Arlene Dahl – amerykańska aktorka[22]
  - Stanisław Deńko – polski architekt[23]
  - David Gulpilil – australijski aktor, malarz, pisarz i tancerz[24]
  - C.J. Hunter – amerykański kulomiot, mistrz świata (1999)[25]
  - Elizaweta Kazakowa – bułgarska skrzypaczka[26]
  - Jan Kordos – polski ekonomista, prof. dr hab.[27][28]
  - Tommy Lane – amerykański aktor i kaskader[29]
  - Władimir Naumow – rosyjski reżyser i scenarzysta filmowy[30]
  - Robert Pożarski – polski śpiewak, znawca i popularyzator muzyki sakralnej oraz muzyki dawnej[31]
  - Sumitra Rai – indyjska aktorka[32]
  - Barbara Emeryk Szajewska – polski neurolog, prof. dr. hab. n. med.[33][34]
  - Władysław Wołoszyn – polski duchowny rzymskokatolicki, jezuita, Honorowy Obywatel Miasta Torunia[35]
- 28 listopada
  - Virgil Abloh – amerykański projektant mody, producent muzyczny[36]
  - Roman Buchta – polski  samorządowiec, prezydent Krosna (1990–1994)[37]
  - Bolesław Ciepiela – polski literat, redaktor i regionalista[38]
  - Wojciech Dadak – polski prawnik i kryminolog, prof. dr hab.[39]
  - Jacqueline Danno – francuska aktorka[40]
  - Lee Elder – amerykański golfista[41]
  - Justo Gallego Martínez – hiszpański murarz znany jako inicjator i budowniczy świątyni w Mejorada del Campo[42][43]
  - Aleksandr Gradski – rosyjski piosenkarz i kompozytor[44]
  - Laila Halme – fińska piosenkarka i poetka[45]
  - C.J. Hunter – amerykański lekkoatleta, kulomiot, olimpijczyk (1996)[46]
  - Emmit King – amerykański lekkoatleta, sprinter[47]
  - Michał Kochan – polski  samorządowiec, burmistrz Szczawnicy (1996–2002)[48]
  - Bogdan Kulik – polski perkusista jazzowy, członek zespołu Old Timers[49]
  - Christiana Lavida – grecka piosenkarka[50]
  - Zbigniew Marczyk – polski sędzia piłkarski międzynarodowy[51]
  - Adriaan von Müller – niemiecki archeolog i muzealnik[52]
  - François Moncla – francuski rugbysta, reprezentant kraju[53]
  - Krzysztof Pańka – polski piłkarz ręczny, reprezentant Polski w piłce ręcznej plażowej[54][55]
  - Norodom Ranariddh – kambodżański polityk, premier Kambodży (1993–1997)[56]
  - Guillermo Roux – argentyński malarz[57]
  - Jiří Srnec – czeski reżyser i scenarzysta[58]
  - Frank Williams – brytyjski inżynier, założyciel i szef zespołu Williams[59]
- 27 listopada
  - Jan Adamczyk – polski ekonomista, prof. dr hab. inż.[60][61]
  - Jonshel Alexander – amerykańska aktorka[62][63]
  - Doug Cowie – szkocki piłkarz[64]
  - Tor Eckhoff – norweski youtuber zajmujący się szybką jazdą na łyżwach[65]
  - Almudena Grandes – hiszpańska pisarka[66]
  - Ivan Grikurovi – gruziński trener podnoszenia cięzarów[67]
  - Matti Keinonen – fiński hokeista[68]
  - Marian Krupiński – polski samorządowiec i urzędnik, radny sejmiku mazowieckiego[69]
  - Ed McClanahan – amerykański pisarz[70]
  - Jerzy Mitkiewicz – polski meteorolog i taternik[71]
  - Milutin Mrkonjić – serbski inżynier i polityk, minister energii i transportu (2008–2013)[72]
  - Ruy Ohtake – brazylijski architekt[73]
- 26 listopada
  - Ante Barbača – chorwacki piosenkarz[74]
  - Mindaugas Budzinauskas – litewski zawodnik i trener koszykówki[75]
  - Óscar Catacora – peruwiański reżyser i scenarzysta filmowy[76]
  - Stanisław Gebethner – polski prawnik i politolog, prof. dr hab., członek Trybunału Stanu[77]
  - Jerzy Wojciech Kiciński – polski dziennikarz[78]
  - Edward Klonowski – polski działacz konspiracji niepodległościowej w czasie II wojny światowej, kawaler orderów[79]
  - Rusłan Mostowy – ukraiński piłkarz, trener[80]
  - Heinrich Pfeiffer – niemiecki jezuita i historyk sztuki[81]
  - Elżbieta Piotrowska-Zychowicz – polska tłumaczka literatury pięknej[82]
  - Stephen Sondheim – amerykański kompozytor musicali, autor tekstów piosenek[83]
  - Aleksandr Timoszynin – rosyjski wioślarz, mistrz olimpijski (1968, 1972)[84]
  - Artur Walczak – polski strongman i zawodnik mieszanych sztuk walki (MMA)[85]
  - Renata Zdanowska – polska redaktorka, sekretarz redakcji mięsiecznika Twórczość (1974–1999)[86]
  - Gierman Zonin – rosyjski piłkarz, trener[87]
- 25 listopada
  - Michał Hasiuk – polski literaturoznawca, prof. dr hab.[88][89]
  - Dieter Herrmann – niemiecki astronom[90]
  - Jerzy Karski – polski specjalista w zakresie medycyny ratunkowej, prof. dr hab.[91][92]
  - Claus-Peter März – niemiecki teolog[93]
  - Keith Morton – angielski piłkarz[94]
  - Peeter Olesk – estoński filolog i polityk, minister kultury (1994–1995)[95]
  - Ołeksandr Omelczenko – ukraiński polityk, mer Kijowa i deputowany do parlamentu[96]
  - Sananta Tanty – indyjski poeta[97]
  - Nikołaj Zimin – rosyjski kompozytor[98]
- 24 listopada
  - Mārtiņš Brauns – łotewski kompozytor[99]
  - Wojciech Buliński – polski architekt, prof. dr hab.[100]
  - Frank Burrows – szkocki piłkarz i trener[101]
  - Karola Csűrös – węgierska aktorka[102]
  - Marko Grilc – słoweński snowboardzista[103]
  - Józef Grochot – polski działacz szachowy i szachista, publicysta[104]
  - Wiesław Hartman – polski jeździec sportowy, srebrny medalista olimpijski (1980)[105]
  - Sylwester Hauffe – polski piłkarz ręczny[106]
  - Wojciech Kopijkowski – polski wiolonczelista[107][108][109]
  - Lech Marczak – polski działacz społeczny, organizator uroczystości patriotycznych, kawaler orderów[110][111][112]
  - Mieczysław Nawrocki – polski architekt[113][114]
  - Gared O’Donnell – amerykański wokalista i muzyk, członek zespołu Planes Mistaken for Stars[115]
  - Iwan Stanczow – bułgarski polityk i dyplomata, minister spraw zagranicznych (1994–1995)[116]
  - Anna Stańczykowska – polska hydrobiolożka, prof. dr hab.[117]
  - Lucyna Wojtasiewicz – polska ekonomistka, prof. dr hab.[118]
  - Leonid Zimnienko – rosyjski śpiewak operowy[119]
- 23 listopada
  - Konrad Ajewski – polski historyk, dr hab.[120]
  - Chun Doo-hwan – południowokoreański generał, polityk, dyktator, prezydent Korei Południowej (1980–1988)[121][122]
  - Tatjana Czudowa – rosyjska kompozytorka[123]
  - Nikołaj Gołyszew – rosyjski śpiewak operowy[124]
  - Hasan Fehmi Güneş – turecki polityk, minister spraw wewnętrznych (1979)[125]
  - Konrad Jarodzki – polski malarz[126]
  - Jan Kawulok – polski narciarz, kombinator norweski, skoczek narciarski, olimpijczyk (1968)[127]
  - Jan Leończuk – polski poeta, prozaik, eseista, tłumacz[128]
  - Witold Odrobina – polski dziennikarz[129]
  - Romuald Schild – polski archeolog, prof. dr hab.[130]
  - Jacek Tarnowski – polski samorządowiec, burmistrz miasta i gminy Połaniec (2006–2021)[131]
- 22 listopada
  - Aleksandra Błażejewska – polski pedagog specjalny, Honorowa Obywatelka Piły[132]
  - Fayez Ghosn – libański polityk, minister obrony (2011–2014)[133]
  - Noah Gordon – amerykański pisarz[134]
  - Bernard Holley – brytyjski aktor[135]
  - Paweł Jarodzki – polski malarz i rysownik[136]
  - Volker Lechtenbrink – niemiecki aktor i piosenkarz[137]
  - Aleks Luarasi – albański historyk i prawnik, członek Komisji Weneckiej (1992–1998)[138]
  - Stuart Macintyre – australijski historyk[139]
  - Józef Malej – polski specjalista w zakresie inżynierii i ochrony środowiska, dr hab.[140][141]
  - Tadeusz Marcinkowski – polski specjalista w zakresie inżynierii i ochrony środowiska, prof. dr hab.[142][143]
  - Hilda Múdra – słowacka trenerka łyżwiarstwa figurowego, pochodzenia austriackiego[144]
  - Paolo Pietrangeli – włoski reżyser i scenarzysta filmowy[145]
  - Paweł Sajdek – polski językoznawca i orientalista, prof. dr hab.[146]
  - Jadwiga Skórzewska-Łosiak – polska prawniczka, sędzia Trybunału Konstytucyjnego (1995–2003)[147]
  - Branislav Vukasović – serbski śpiewak operowy[148]
- 21 listopada
  - Ruben Altunjan – ormiański dyrygent i kompozytor[149]
  - Soher El-Bably – egipska aktorka[150]
  - Wanda Bachman (występowała jako Wanda Janikowska) – polska siatkarka[151]
  - Marietta Czudakowa – rosyjska literaturoznawczyni, krytyczka literacka i pisarka[152]
  - Antonio Escohotado – hiszpański filozof[153]
  - Verawaty Fadjrin – indonezyjska badmintonistka, mistrzyni świata (1980)[154]
  - Joey Morgan – amerykański aktor[155]
  - Maria Powalisz-Bardońska – polska witrażystka[156]
  - Andrzej Rafiński – polski plastyk[157]
  - Paulos Raptis – polski śpiewak operowy pochodzenia greckiego (tenor)[158]
  - Nina Rusłanowa – rosyjska aktorka[159]
  - John Sewell – angielski piłkarz, trener[160]
- 20 listopada
  - Peter Aykroyd – kanadyjski aktor i komik[161]
  - Diomid – rosyjski duchowny prawosławny, biskup[162]
  - Walerij Garkalin – rosyjski aktor[163]
  - Ted Herold – niemiecki piosenkarz[164]
  - Billy Hinsche – amerykański wokalista i gitarzysta, członek zespołu Dino, Desi & Billy oraz członek składu koncertowego The Beach Boys[165][166]
  - Barbara Kostka – polska farmaceutka, prof. dr hab.[167][168]
  - David Longdon – brytyjski wokalista i multiinstrumentalista[169]
  - Carlo Maria Mariani – włoski malarz[170]
  - Merima Njegomir – serbska piosenkarka[171]
  - Maria Okręt-Zajączkowska – polska ekonomistka, dr hab.[172]
  - Tadeusz Ryłko – polski lekarz,  działacz konspiracji niepodległościowej w czasie II wojny światowej, kawaler orderów[173][174]
  - Toyonoumi Shinji – japoński sumita[175]
  - Tadeusz Trela – polski działacz konspiracji niepodległościowej w czasie II wojny światowej oraz powojenny działacz kombatancki, kawaler orderów[176][177]
- 19 listopada
  - Nina Agapowa – rosyjska aktorka[178]
  - Hank von Hell – norweski muzyk i wokalista członek zespołu Turbonegro[179]
  - Dragan Ivanović – czarnogórski koszykarz i trener[180]
  - Bronisław Jabłoński – polski kajakarz[181]
  - Guillermo Morón – wenezuelski historyk, pisarz[182]
  - Aleksandar Petrov – serbski pisarz[183]
  - Andrzej Piekarczyk – polski taternik, alpinista, działacz społeczny[184]
  - Bernard Rollin – amerykański filozof[185]
  - Will Ryan – amerykański aktor[186]
  - György Schöpflin – węgierski politolog, polityk, eurodeputowany (2004–2019)[187]
  - Marie Lovise Widnes – norweska poetka i kompozytorka[188]
- 18 listopada
  - Vladimir Ajazi – albański piłkarz, reprezentant kraju[189]
  - Jerzy Bem – polski astronom, doc. dr hab.[190]
  - Peter Buck – amerykański fizyk jądrowy i przedsiębiorca, współtwórca sieci Subway[191]
  - Zbyszek Bukowski – polski pilot i szybownik[192]
  - Dafni Evangelatu – grecka śpiewaczka operowa[193]
  - Slide Hampton – amerykański puzonista jazzowy[194]
  - Józef Kędziora – polski lekarz, biochemik i fizjolog, prof. dr hab.[195][196]
  - Jacek Korpanty – polski plastyk, konserwator dzieł sztuki, malarz[197]
  - Dzianis Kouba – białoruski piłkarz[198]
  - Karol Lesław Krajewski – polski specjalista w zakresie inżynierii i ochrony środowiska, dr hab. inż.[199]
  - Joe Laidlaw – angielski piłkarz[200]
  - Iwan Miakiszew – rosyjski śpiewak operowy[201]
  - Bernardin Modrić – chorwacki reżyser filmowy[202]
  - Mick Rock – brytyjski fotograf[203]
  - Ack van Rooyen – holenderski trębacz jazzowy[204]
  - Benone Sinulescu – rumuński piosenkarz[205]
  - Jørgen Haugen Sørensen – duński rzeźbiarz[206]
  - Kim Suominen – fiński piłkarz[207]
  - Andrzej Urny – polski gitarzysta kompozytor i aranżer, członek zespołów Irjan, Dżem, Perfect i Krzak[208]
  - María Elsa Viteri – ekwadorska ekonomistka, minister finansów (2008—2010)[209]
  - Oswald Wiener – austriacki pisarz[210]
  - Edward Zyman – polski poeta, prozaik, krytyk literacki, publicysta i wydawca[211]
- 17 listopada
  - Keith Allison – amerykański wokalista i gitarzysta, członek zespołu Paul Revere & the Raiders[212]
  - Łeonid Barteniew – ukraiński lekkoatleta, sprinter, wicemistrz olimpijski[213]
  - Young Dolph – amerykański raper[214]
  - Jimmie Durham – amerykański rzeźbiarz i poeta[215]
  - Franciszek Falger – polski skrzypek[216]
  - Dave Frishberg – amerykański pianista jazzowy[217]
  - Jacques Hamelink – holenderski poeta, prozaik, krytyk literacki[218]
  - Teresa Kodelska-Łaszek – polska narciarka, olimpijka, uczestniczka powstania warszawskiego, ekonomistka, pracownik naukowy Szkoły Głównej Handlowej[219]
  - Bharathi Mani – indyjski aktor[220]
  - Jacek Michalski – polski specjalista w zakresie leśnictwa, prof. dr hab.[221]
  - Ryszard Popow – polski rzeźbiarz i malarz[222][223]
  - Jan Suwary – polski trener piłki nożnej kobiet[224]
  - Kazimierz Wilczyński – polski działacz konspiracji niepodległościowej w czasie II wojny światowej, powstaniec warszawski, kawaler orderów[225][226]
  - Zenon Trzonkowski – polski piłkarz, wicemistrz Polski[227][228]
- 16 listopada
  - Alipiusz – ukraiński duchowny prawosławny, biskup[229]
  - Tony Dron – brytyjski kierowca wyścigowy, pisarz[230]
  - Kamil Durczok – polski dziennikarz radiowy i telewizyjny, publicysta[231]
  - Stanisław Gędek – polski ekonomista, dr hab. inż.[232][233]
  - Tadeusz Grec – polski poeta ludowy, regionalista i nauczyciel[234]
  - Alicja Grzegorzewska – polski nefrolog, prof. zw. dr hab.[235]
  - Sezai Karakoç – turecki pisarz[236]
  - Jan Konzal – czeski duchowny[237]
  - Kazimierz Pękała – polski lekarz i polityk, poseł na Sejm I kadencji[238]
  - Stanko Nikolić – jugosłowiański piłkarz, medalista olimpijski (1984)[239]
  - Aleksander Suchanek – polski sędzia piłkarski[240]
  - Mieczysław Szostek – polski lekarz, poseł na Sejm, działacz kombatancki[241]
- 15 listopada
  - Heber Bartolome – filipiński piosenkarz[242]
  - Katarina Blagojević – serbska szachistka[243]
  - Georges Claisse – francuski aktor i komik[244]
  - Walerij Dolinin – radziecki wioślarz, mistrz olimpijski (1980)[245]
  - Andrzej Janicki – polski rysownik komiksów oraz ilustrator[246]
  - Zdzisław Kuliś – polski  regionalista, poeta, dziennikarz i fotograf[247]
  - Giovanni Pampiglione – włoski reżyser teatralny i operowy, scenograf, aktor i tłumacz[248]
  - Stanisław Pasynkiewicz – polski chemik, prof. zw. dr hab. inż., rektor Politechniki Warszawskiej (1973–1981)[249]
  - Abdulah Šarčević – bośniacki filozof[250]
  - Edward Tomenko – polski rysownik[251]
- 14 listopada
  - Etel Adnan – amerykańska poetka i artystka[252]
  - Bertie Auld – szkocki piłkarz i trener[253]
  - László Bitó – węgierski fizjolog, pisarz[254]
  - Marek Danielak – polski działacz sportowy, popularyzator biegów długodystansowych[255][256]
  - Marian Daniluk – polski dowódca wojskowy, gen. bryg. prof. dr hab.[257]
  - Heath Freeman – amerykański aktor[258]
  - Julie Le Gaillard – francuska pięściarka[259]
  - Ewa Sitarska – polski specjalistka w zakresie weterynarii, prof. dr hab.[260][261][262]
  - Jerzy Tomziński – polski duchowny rzymskokatolicki, paulin, przeor klasztoru paulinów na Jasnej Górze, generał Zakonu Świętego Pawła Pierwszego Pustelnika[263]
  - Marek Vokáč – czeski szachista i trener szachowy[264]
- 13 listopada
  - Tadeusz Berowski – polski konstruktor i wykładowca akademicki, doc. dr inż.[265]
  - Jurek Czyzowicz – polski i kanadyjski brydżysta[266][267]
  - Brigitte Fronzek – niemiecki polityki samorządowiec, burmistrz Elmshorn[268]
  - Grigorij Galicyn – rosyjski fotograf i reżyser filmów pornograficznych[269]
  - Iwo Georgiew – bułgarski piłkarz[270]
  - Maria Goos – polski entomolog,  dr hab.[271]
  - Irena Grzonka-Wardejn – polska aktorka[272][273]
  - Piotr Jasnyj – ukraiński specjalista w zakresie zasad diagnozowania wytrzymałości i trwałości materiałów oraz elementów konstrukcyjnych[274]
  - Stanisław Koguciuk – polski malarz i twórca ludowy[275][276]
  - Mateusz Łazowski – polski zawodnik mieszanych sztuk walki (MMA)[277]
  - Philip Margo – amerykański wokalista, członek zespołu The Tokens[278]
  - Nebojša Petrović – serbski aktor i poeta[279]
  - Artur Piotrowski – polski scenarzysta i reżyser, producent filmowy, inicjator Misterium męki Pańskiej w Poznaniu[280]
  - Victor Richards – amerykańsko-nigeryjski kulturysta[281][282]
  - Wilbur Smith – brytyjski prozaik zamieszkały w Południowej Afryce[283]
  - Janusz Sporek – polski działacz polonijny w USA, dyrygent, nauczyciel, dziennikarz[284][285]
  - Janusz Sztyber – polski wokalista, aktor, lektor i tłumacz[286]
  - Hanna Wiktorowska – polska koszykarka i lekkoatletka, sekretarz generalny Polskiego Związku Alpinizmu (1972–2005), dama orderów[287]
  - Bill Wright – australijski duchowny katolicki, biskup Maitland-Newcastle (2011–2021)[288]
- 12 listopada
  - Bob Bondurant – amerykański kierowca wyścigowy[289]
  - Jewgienij Czazow – rosyjski kardiolog, polityk, minister ochrony zdrowia (1987–1990)[290]
  - Matthew Festing – brytyjski arystokrata, wielki mistrz zakonu joannitów (2008–2017)[291]
  - Ron Flowers – angielski piłkarz, mistrz świata (1966)[292]
  - Aleksandr Leniow – rosyjski piłkarz[293]
  - Bill Reichart – kanadyjski hokeista[294]
  - Jörn Svensson – szwedzki polityk i nauczyciel, deputowany krajowy i europejski[295]
  - Kazimierz Szaniawski – polski działacz lotniczy i popularyzator lotnictwa, kawaler orderów[296][297]
  - Lakshman Wijesekara – lankijski aktor i piosenkarz[298]
- 11 listopada
  - Coronji Calhoun – amerykański aktor[299]
  - Aleksander Ciążyński – polski hokeista na trawie, olimpijczyk (1972)[300]
  - Hans-Wilhelm Ebeling – wschodnioniemiecki polityk i duchowny luterański, lider Niemieckiej Unii Społecznej (1990), minister współpracy ekonomicznej (1990)[301]
  - Graeme Edge – brytyjski perkusista, członek zespołu The Moody Blues[302]
  - John Goodsall – brytyjski gitarzysta, członek zespołów Atomic Rooster i Brand X[303]
  - Bahar Korçan – turecka projektantka mody[304]
  - Frank-Dieter Lemke – niemiecki szybownik, autor publikacji dotyczących szybownictwa w NRD[305]
  - Aga Mikolaj – polska śpiewaczka operowa (sopran)[306]
  - Dino Pedriali – włoski fotograf[307]
  - Ilo Teneqexhi – albański koszykarz i trener[308]
  - Frederik Willem de Klerk – południowoafrykański prawnik, polityk, prezydent RPA (1989–1994), laureat Pokojowej Nagrody Nobla (1993)[309]
- 10 listopada
  - Delma Cowart – amerykański kierowca rajdowy[310]
  - Wiaczesław Gorski – rosyjski pianista jazzowy[311]
  - Spike Heatley – brytyjski gitarzysta jazzowy[312]
  - Farouq Qasrawi – jordański polityk, minister spraw zagranicznych (2005)[313]
  - Eduard Schmidt – czeski fizyk, rektor Uniwersytetu Masaryka (1992–1998)[314]
  - Gazbia Sirry – egipska malarka[315]
  - Miroslav Žbirka – słowacki piosenkarz, kompozytor, autor tekstów[316]
- 9 listopada
  - Austin Currie – irlandzki nauczyciel, polityk[317]
  - Gano Ćerić – czarnogórski i jugosłowiański piłkarz i trener[318]
  - Jerry Douglas – amerykański aktor[319]
  - Gwyneth Guthrie – szkocka aktorka[320]
  - Loucif Hamani – algierski bokser[321]
  - John Kinsella – irlandzki kompozytor[322]
  - Jan Pielok – polski specjalista w zakresie geodezji górniczej, prof. dr hab. inż.[323]
  - Iris Rezende – brazylijski polityk, minister sprawiedliwości (1997–1998)[324]
  - Kozhikode Sarada – indyjska aktorka[325]
  - Juliusz Sienkiewicz – polski etnograf i muzealnik, dyrektor Muzeum w Koszalinie (1990–1997), wnuk Henryka Sienkiewicza[326]
- 8 listopada
  - Medina Dixon, amerykańska koszykarka (ur. 1962)[327]
  - Amalia Aguilar – meksykańska aktorka i tancerka[328]
  - Ryszard Badowski – polski dziennikarz, podróżnik, operator filmowy, fotograf, pisarz, reporter, publicysta[329]
  - Willis Forko – liberyjski piłkarz[330]
  - Wiktor Gunin – rosyjski aktor[331]
  - Vegar Hoel – norweski aktor[332]
  - Kirsi Kunnas – fińska poetka i pisarka[333]
  - Franck Olivier – belgijski kompozytor i piosenkarz[334]
  - Miroslav Popović – jugosłowiański bokser i trener[335]
  - Wilhelm Schraml – niemiecki duchowny katolicki, biskup pomocniczy Ratyzbony (1986–2001), biskup diecezjalny Pasawy (2002–2012)[336]
  - Hubert Skupnik – polski piłkarz[337]
- 7 listopada
  - Hasan Čengić – bośniacki polityk, wicepremier Bośni i Hercegowiny[338]
  - Vladimir Kasaj – albański reżyser filmowy[339]
  - Krzysztof Włodzimierz Kasprzyk – polski fizyk, dziennikarz, dyplomata, polityk, współzałożyciel KOD[340]
  - Oskar Kovač – serbski polityk i ekonomista, wicepremier Jugosławii (1992)[341]
  - Carmen Laffón – hiszpańska malarka, rzeźbiarka figuratywna[342]
  - Igor Nikulin – rosyjski lekkoatleta, młociarz[343]
  - Enrique Rocha – meksykański aktor[344]
  - Dean Stockwell – amerykański aktor[345]
  - Josip Uhlik – chorwacki architekt i urbanista[346]
  - Jan Wawrzyńczyk – polski językoznawca, rusycysta i polonista, prof. dr hab.[347][348]
  - Bas van der Vlies – holenderski nauczyciel, polityk[349]
- 6 listopada
  - Andy Barker – angielski muzyk, członek zespołu 808 State[350]
  - Manu Bonmariage – belgijski reżyser filmowy[351]
  - Edward Fender – polski saneczkarz, trener, olimpijczyk z Innsbrucku 1964[352]
  - Andrzej Górny – polski pisarz i krytyk teatralny[353]
  - Marek Michniak – polski dziennikarz i publicysta sportowy[354][355]
  - Shawn Rhoden – jamajski kulturysta[356]
  - Raúl Rivero – kubański poeta i dziennikarz[357]
  - Marinko Rokvić – serbski piosenkarz[358]
  - Luíz Antônio dos Santos – brazylijski lekkoatleta, maratończyk[359]
  - Cissé Mariam Kaïdama Sidibé – malijska polityk, minister, premier Mali (2011–2012)[360]
  - Leszek Starkel – polski geolog i geograf, członek Polskiej Akademii Nauk i Polskiej Akademii Umiejętności[361]
  - Petrică Mâţu Stoian – rumuński piosenkarz[362]
  - Terence Wilson – angielski muzyk i wokalista[363]
  - Muamer Zukorlić – serbski mufti, teolog islamski, polityk[364]
  - Juchym Zwiahilski – ukraiński inżynier, polityk, p.o. premiera Ukrainy (1993–1994)[365]
- 5 listopada
  - Lechosław Bednarski – polski multiinstrumentalista[366][367]
  - Monika Gierzyńska‑Dolna – polska specjalistka w zakresie budowy i eksploatacji maszyn, biocybernetyki i inżynierii biomedycznej, prof. dr hab. inż.[368][369]
  - Ryszard Grzegorczyk – polski piłkarz, trener[370]
  - Mieczysław Kościński – polski dziennikarz, publicysta i regionalista[371][372]
  - Luigi Maldera – włoski piłkarz i trener[373]
  - Marília Mendonça – brazylijska piosenkarka, autorka tekstów[374]
  - Ryszard Ostrowski – polski samorządowiec, burmistrz Korsz (2006–2021)[375][376]
  - Jugoslav Ramić – serbski piłkarz ręczny i trener[377]
  - Luben Siwiłow – bułgarski filozof[378]
  - Sylwan – rosyjski duchowny, biskup Rosyjskiej Prawosławnej Cerkwi Staroobrzędowej[379]
  - Przemysław Szafran – polski historyk, dr hab.[380][381]
  - Konstantin Wajgin – rosyjski biathlonista[382]
  - Kinji Yoshimoto – japoński reżyser anime[383]
- 4 listopada
  - Vanessa Angel – indonezyjska aktorka, modelka i osobowość telewizyjna[384]
  - Lionel Blair – angielski aktor i prezenter telewizyjny[385]
  - Pablo Armando Fernández(inne języki) – kubański poeta i pisarz[386]
  - Aaron Feuerstein – amerykański przemysłowiec i filantrop[387]
  - Nusza Gojewa – bułgarska malarka[388]
  - Ryszard Jaśniewicz – polski aktor, reżyser, pedagog i poeta[389]
  - Mario Lavista – meksykański pisarz i scenarzysta[390]
  - Eugenio Pazzaglia – włoski piłkarz[391]
  - Adrianna Piller (występowała jako Adrianna Babik) – polska biathlonistka[392][393]
  - Jacek Szczęk – polski reżyser teatralny i telewizyjny[394]
  - Rosita Vásquez – wenezuelska aktorka[395]
- 3 listopada
  - Hassan Al-Alfi – egipski polityk i generał, minister spraw wewnętrznych (1993–1997)[396]
  - Francis Blank – szwajcarski hokeista[397]
  - Joanna Bruzdowicz – polska kompozytorka i pianistka[398]
  - Georgie Dann – francuski piosenkarz[399]
  - Das Muster – niemiecki muzyk[400][401][402][403]
  - Danuta Drozd – polska specjalistka w zakresie hodowli roślin, prof. dr hab.[404]
  - Eugeniusz Kosek – polski specjalista w dziedzinie informatyki, dr inż., autor publikacji i podręczników akademickich[405]
  - Michael Marai – papuański duchowny katolicki, biskup Goroka (1989–1994)[406]
  - Boris Sádecký – słowacki hokeista[407]
  - Siergiej Sokołkin – rosyjski poeta i tłumacz[408]
  - Stanisław Szostecki – polski zapaśnik, olimpijczyk (1992)[409]
- 2 listopada
  - Anna Bukowska – polska eseistka i krytyk literacki[410][411]
  - Bolesław Doktór – nauczyciel, poseł na Sejm PRL[412]
  - Sabah Fakhri – tunezyjski piosenkarz, tenor[413]
  - Mariusz Kosman – polski szpadzista, trener, fechmistrz i działacz sportowy[414][415][416]
  - Dennis Moore – amerykański polityk[417]
  - Michalis Pieris – cypryjski poeta, pisarz i literaturoznawca[418]
  - Luciano Piquè – włoski piłkarz[419]
  - Wiktor Putiatin – ukraiński szermierz, medalista olimpijski[420]
  - Mohamed Soukhane – algierski piłkarz, reprezentant kraju[421]
  - Patricija Šulin – słoweńska polityk i urzędniczka, eurodeputowana VIII kadencji[422]
  - Ronnie Wilson – amerykański muzyk R&B[423]
  - Janusz Witowicz – polski fotograf[424]
- 1 listopada
  - Gulraiz Akhtar – pakistański hokeista na trawie, mistrz olimpijski (1968)[425]
  - Giacomo Babini – włoski duchowny katolicki, biskup Grosseto (1996–2001)[426]
  - Aaron T. Beck – amerykański psychiatra[427]
  - Zenon Borys – polski geolog, działacz sportowy i brydżysta[428]
  - Semra Dinçer – turecka aktorka[429]
  - Nelson Freire – brazylijski pianista[430]
  - Anatolij Grebniew – rosyjski poeta[431]
  - Jurij Klepikow – rosyjski dramaturg i scenarzysta[432]
  - Marian Kustoń – polski sędzia piłkarski[433][434]
  - Jerzy Langier – polski koszykarz i dziennikarz sportowy[435]
  - Bogusława Latawiec-Balcerzan – polska poetka, prozaiczka, krytyczka literacka, redaktorka i nauczycielka[436]
  - Pat Martino – amerykański gitarzysta jazzowy i kompozytor[437]
  - Czesław Niedzielski – polski literaturoznawca i wykładowca akademicki[438]
  - Alvin Patterson – jamajski muzyk i perkusista reggae, członek zespołu The Wailers[439]
  - Henryk Siuda – polski muzyk i dyrygent, członek zespołu Młody Blues[440]
- data dzienna nieznana
  - Włodzimierz Chomczyk – polski wynalazca, rektor Wyższej Szkoły Inżynierskiej w Białymstoku (1967–1971)[441]
  - David Frank – brytyjski przedsiębiorca z branży telewizyjnej[442]
  - Urszula Gałecka – polska aktorka[443]
  - Hieronim Głogowski – polski trener lekkoatletyki[444][445]
  - Rafał Kwiatkowski – polski urzędnik samorządowy, starosta legionowski (2002–2004)[446]
  - Tadeusz Smagacz – polski górnik, działacz opozycji w okresie PRL[447]
  - Andrzej Stańczyk – polski specjalista w zakresie żurawi wieżowych, autor opracowań z zakresu statyki żurawi, budowniczy mostów[448][449][450]
  - Feliks Tarnawski – polski śpiewak operowy, reżyser i pedagog[451]
  - Stefan Wojnowski – polski działacz polityczny i samorządowy[452]